# Plagiogramma striatipyga
Plagiogramma striatipyga är en skalbaggsart som först beskrevs av Wenzel 1944.  Plagiogramma striatipyga ingår i släktet Plagiogramma och familjen stumpbaggar. Inga underarter finns listade i Catalogue of Life.